# Wosinsky Mór
Wosinsky Mór (Tolna, 1854. március 28. – Szekszárd, 1907. február 22.) magyar római katolikus pap, apát-plébános, régész, az MTA levelező tagja.

## Tanulmányai és tevékenységei
Édesapja, Wosinsky József, lengyel származású orvos, édesanyja Glatz Katalin. Tanulmányait a kalocsai gimnáziumban kezdte meg, s miután a papi pálya mellett döntött, Pécsett folytatta filozófia szakon. 1877. augusztus 15-én pappá szentelték, előtte 1872-től  a Baranya vármegyei Gödrén segédlelkész. Később a gróf Apponyi család kegyurasága alatt álló Aparra kerül (1879-től) mint káplán, ahol felkelti gróf Apponyi Sándor figyelmét. Az ő közbenjárására a pécsi püspök 1881-ben kinevezi Lengyel plébánosává. 1885-ben Závodra kerül, majd 1887-től újra Aparon plébános. 1894-től Szekszárd-belváros plébánosa.

## Régészeti munkássága
Lengyeltől mintegy 5 km-re erődítményre utaló nyomokat találtak Apponyi Sándor gróffal való kocsikázásuk alkalmával, amit elkezdett feltárni, ezzel megkezdte régészeti munkásságát. A helyszínen újkőkorszakbeli leleteket talált, az úgynevezett lengyeli kultúra emlékeit. Az így megkezdett ásatásokat – immár egyre bővülő szaktudással – hét éven át folytatta. Mivel a megyének múzeuma nem volt, a leletek nagy része az Apponyiak házi múzeumába került.
Később Tolna vármegye több településén is sikeres ásatásokat folytatott, többek között Alsónyéken, Bátaapátin, Cikón, Gerjenben, Kölesden, Murgán, Nagymányokon, Regölyön, Varasdon és Závodon.
1885-ben Dániában és Svédországban járt, 1887-ben Egyiptomot, Török- és Görögországot, valamint a Szentföldet járta be.

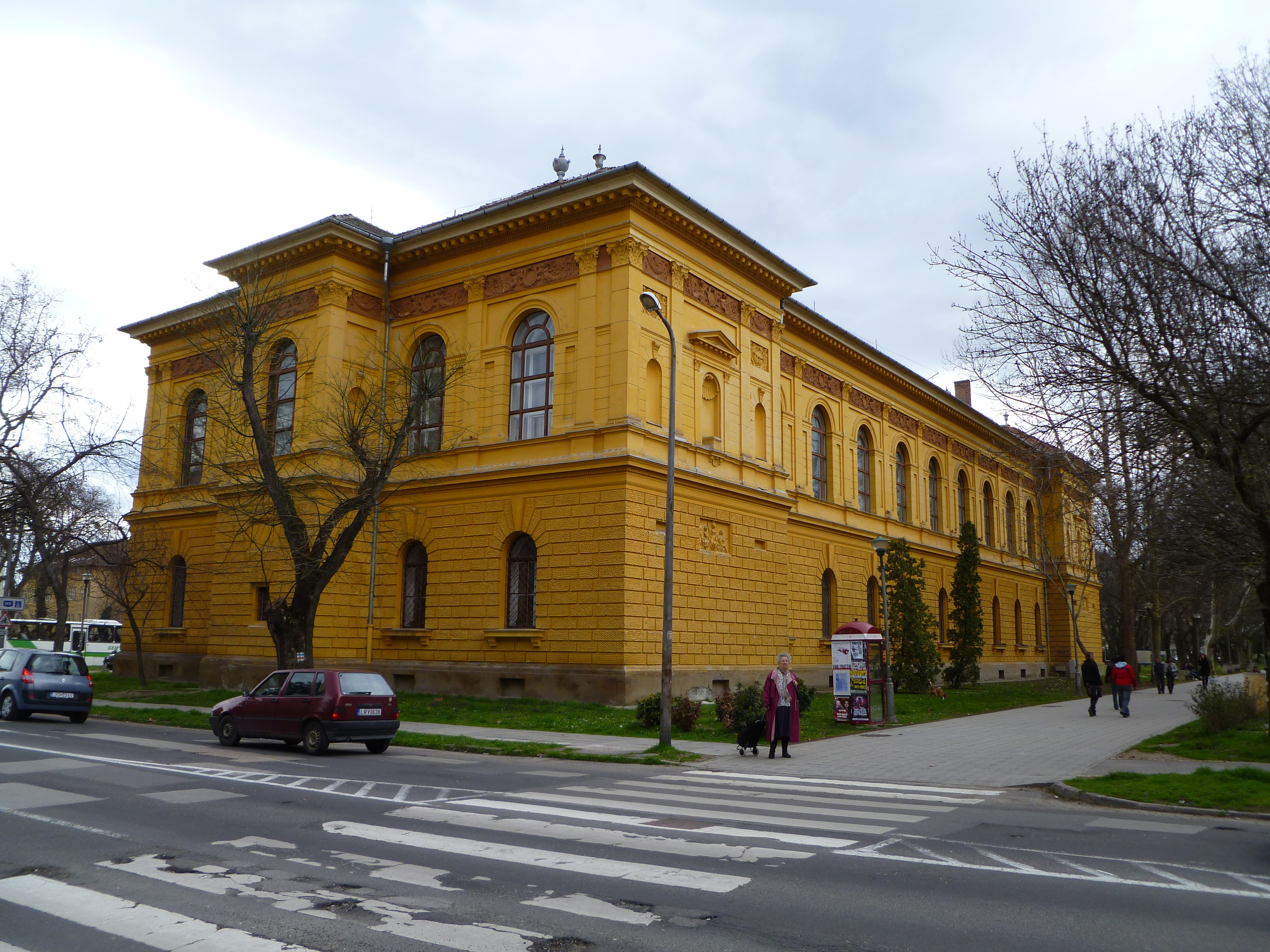
A Wosinsky Mór Megyei Múzeum épülete, Szekszárdon

## A múzeum
Csaknem tízéves megfeszített munka eredményeként, 1895-ben nyomdába került a Tolnavármegye az őskortól a honfoglalásig kétkötetes monográfiája, amiben Wosinsky először említi egy esetleges megyei múzeum létrehozását. Gróf Apponyi Sándor támogatásával (anyagi és leletgyűjtemény) 1898. november 28-án megalakul a még saját épület nélkül működő múzeum. Az első kiállítás 1899. július 20-án nyílott meg a gimnázium épületében, 8 tanteremben. A minden tárgy bemutatásának gyakorlata alól ez a „múzeum” sem volt kivétel, így a zsúfoltság, az egyforma tárgyak fárasztóan nagy száma megszokott képnek számított. Nem érte tehát váratlanul őket, amikor egy hónappal a nyitás után a gimnázium igazgatója egy múzeumbizottsági ülésen bejelentette, igényt tart arra a 8 tanteremre, amibe Wosinskyék nemrég költöztek be, és felszólította őket, 1899. augusztus 20-áig haladéktalanul költözzenek ki. A vármegyének most már valóban hozzá kellett fognia ígérete teljesítéséhez, az önálló múzeum felépítéséhez. A múzeum helyét a főgimnázium előtti sétatér keleti végén, a város vásárterének szomszédságában jelölték ki. A rövid, alig 9 hónap alatt felépített intézmény igazgatója Wosinsky lett.

## Halála
1907. február 22-én bekövetkezett halála – 41 fokos lázzal és tüdőgyulladással küszködött hosszú időn át –, hatalmas veszteség volt a megye tudományos életében. Tolnán a családi sírboltban helyezték örök nyugalomra.

## Művei
- 1884 Lourdes csoda-eseményei. Lassare Henriktől. Magyarítva a franczia eredetinek tizedik kiadása után. Budapest. (Folytatása és II. kötete «Francziaország lourdesi kegyhelyeinek.»)
- 1886, 1890 Leletek a lengyeli őskori telepről. Budapest. I. II. Öt horganyedzésű térképpel és 438 ábrával. (Németül: I., II., k. Budapest, 1888., 1890. Öt térképpel és 562 ábrával, a III. kötete is megjelent. Bpest, 1891. 36 ábrával. Pulszky Ferencz írt hozzá előszót.)
- 1888 Karczolatok dán- és svédországi utamról. Szekszárd.
- 1888 Keleti utam emlékei. Budapest.
- 1890 Nagymányoki népvándorlás kori sírlelet. Archaeologiai Értesítő 10
- 1891 Ásatások Gerjenben (Tolna m.). Arch. Ért. 11
- 1892 Gerjeni ásatások 1891-ben. Arch. Ért. 12
- 1894a A varasdi (Tolna m.) népvándorláskori sírmezőről. Arch. Ért. 14
- 1894b A czikói népvándorláskori sírmező. Arch. Köz. XVII
- 1896a Tolna vármegye története. Kiadja a vármegye közönsége. I. és II. kötet. Tolna vármegye az őskortól a honfoglalásig. 3600 ábrával és 3 térképpel. Budapest.
- 1896b A závodi sírmező. Arch. Ért. 16
- 1896c Regölyi leletekről. Arch. Ért. 16
- 1903 Az őskor mészbetétes díszítésű agyagművessége. Budapest. Értekezések a Történeti Tudományok köréből XX. 1.
- 1907 Bertrand Sándor, a m. tudom. Akadémia kültagjáról. Budapest. (Emlékbeszédek. XII. 8.)

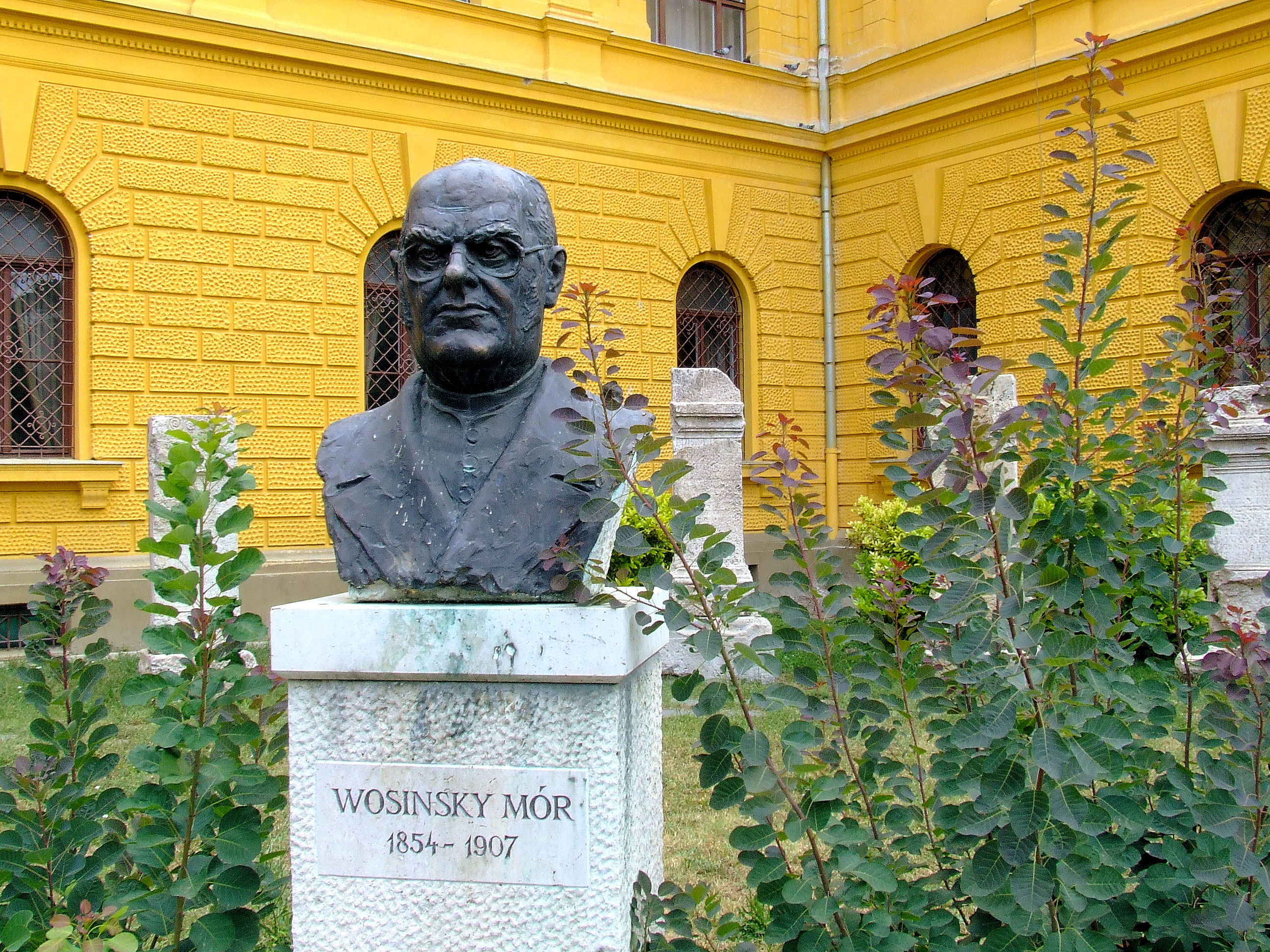
Wosinsky Mór szobra Szekszárdon a nevét viselő megyei múzeum előtt. Farkas Pál alkotása (1989)

## Emlékállítás Wosinsky Mórnak
Közterületek:

Wosinsky lakótelep, Szekszárd
Intézmények nevek: 

Wosinsky Mór Megyei Múzeum

Wosinsky Mór Általános Iskola (Tolna)

Wosinsky Mór Általános Iskola (Lengyel) 2007-ben megszűnt
Szobrok:

Lengyeli Sánci-tető (ásatások helyszíne)

Szekszárd, Bezerédj utca (Plébánia udvara)

Szekszárd, Wosinsky Mór Megyei Múzeum